# Teagan Micah
Teagan Jade Micah (Moe, 20 ottobre 1997) è una calciatrice australiana, portiere del Liverpool e della nazionale australiana.

## Carriera

### Nazionale
Micah inizia ad essere convocata dalla Federcalcio australiana nel 2012, vestendo inizialmente la maglia della formazione under 17, per poi essere selezionata con la under 20 in occasione del campionato ASEAN di Vietnam 2015, dove ottiene il terzo posto nel torneo.
Ottiene la sua prima convocazione nella nazionale maggiore nel 2017, inserita in rosa dal commissario tecnico Alen Stajcic, accanto alle più esperte Lydia Williams e Mackenzie Arnold come terzo portiere della squadra che disputa l'edizione inaugurale del Tournament of Nations, conquistando in quell'occasione, pur senza essere impiegata, il suo primo trofeo internazionale.
Rimasta nel giro della nazionale sia Ante Milicic, che rileva Stajcic nel 2019, e il suo successore, dal 2020, Tony Gustavsson, la convocano con sempre maggiore regolarità. Inserita dal primo nella lista delle 23 giocatrici per il Mondiale di Francia 2019, deve tuttavia aspettare il 2021 per fare il debutto con la maglia delle Matildas, scendendo in campo da titolare nell'amichevole preolimpica del 15 giugno pareggiata a reti inviolate con la Svezia. Dopo un paio di settimane Gustavsson la conferma in rosa anche per il torneo femminile delle Olimpiadi di Tokyo, dove, dopo aver lasciato a Williams la difesa della porta australiana nel primo incontro del torneo, la vittoria per 2-1 con la Nuova Zelanda, gioca tutte le rimanenti partite, condividendo con le compagne il percorso che vede la sua nazionale superare la fase a gironi come migliore terza classificata, battere per 4-3 l'Inghilterra ai quarti di finale, venire sconfitta di misura dalla Svezia in semifinale e cedere la medaglia di bronzo agli Stati Uniti nella finale per il terzo posto, persa con il risultato di 4-3.

## Palmarès

### Club
- Campionato svedese: 2

Rosengård: 2021, 2022
- Coppa di Svezia: 1

Rosengård: 2021-2022

### Nazionale
- Tournament of Nations: 1

2017
- Cup of Nations: 1

2023